# 马克西·朗
马克斯韦尔·沃伯恩·“马克西”·朗（1878年10月16日—1959年3月4日），美国男子田径运动员，他曾在1900年夏季奥运会田径比赛中获得男子400米冠军。他也曾在美国田径锦标赛100米、200米和400米三个项目上获得过冠军。